# مراد گویه‌باکان
مورات گویه‌باکان (ترکی استانبولی: Murat Göğebakan؛ ۹ اکتبر ۱۹۶۸ – ۳۱ ژوئیه ۲۰۱۴)، هنرمند، آهنگساز و خوانندهٔ راک اهل ترکیه بود.

## اوایل زندگی
مورات گویه‌باکان در ۹ اکتبر ۱۹۶۸ در ساری‌چام، ترکیه به دنیا آمد. از آنجایی که پدر و مادرش در درسدن، آلمان کار می‌کردند، او تا ۷ سالگی بین آدانا و آلمان زندگی می‌کرد. او تحصیلات ابتدایی، راهنمایی و دبیرستان را در آدانا به پایان رساند. سپس در سال ۱۹۸۶ وارد کنسرواتوار دولتی دانشگاه حاجت تپه آنکارا شد. گویه‌باکان پس از اتمام تحصیلات دانشگاهی، به عنوان مدرس در دانشگاه چوکوروا مشغول به کار شد. او در این مدت گیتار زد و در بار مشغول به کار شد. او تا سال ۱۹۹۵ در آدانا زندگی کرد.

## حرفه
مورات گویه‌باکان که در سال ۱۹۹۵ به استانبول نقل مکان کرده بود، پیشنهاد آلبومی از لیبل «پرستیژ میوزیک» دریافت کرد. وی در سال ۱۹۹۷، آلبوم خود به نام «عاشقت شدم» را از این کمپانی منتشر کرد. مراد گویه‌باکان در بخش‌های «آهنگ سال»، «بهترین متن»، «بهترین آهنگسازی»، «بهترین موسیقی راک» و «بهترین تازه‌وارد» در مراسم جوایز موسیقی کرال ترکیه که توسط تلویزیون کرال برگزار شد نامزد دریافت جایزه شد. او در این مسابقه جایزه بهترین هنرمند مرد را دریافت کرد.

## درگذشت

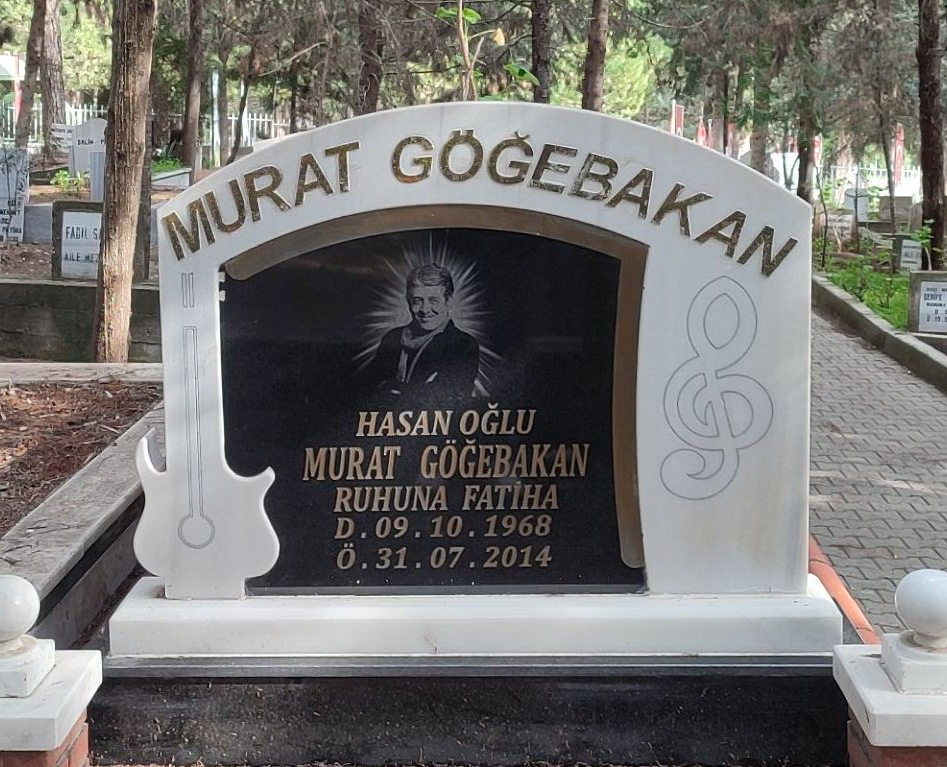
مقبره مراد گویه‌باکان

مورات گویه‌باکان، که از سرطان خون رنج می‌برد و سال‌های متوالی تحت درمان بود، در ژوئیه ۲۰۱۴ در بیمارستان درگذشت. پیکر او پس از اقامه نماز در مسجد فاتح در قبرستان بوروک در منطقه ساری‌چام آدانا به خاک سپرده شد.